# Rudolf Singule

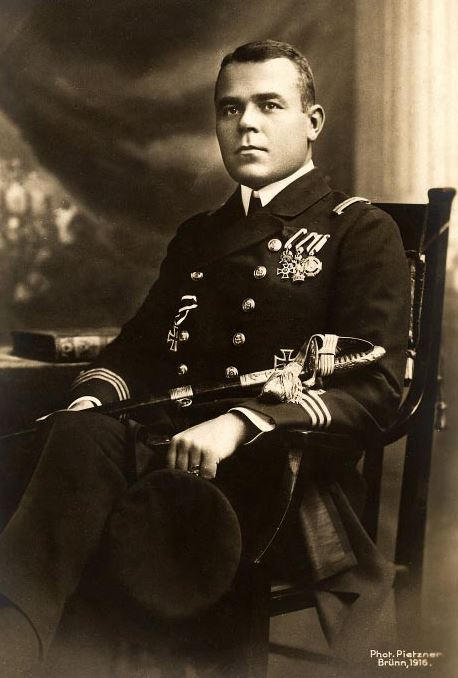
Rudolf Singule (1916)

Rudolf Singule (* 8. April 1883 in Pola; † 2. Mai 1945 in Brünn) war ein U-Boot-Kommandant im Ersten und im Zweiten Weltkrieg und einer der wenigen Maria-Theresien-Ritter aus den Reihen der k.u.k. Marine Österreich-Ungarns.

## Leben

### Österreichisch-Ungarische Marine

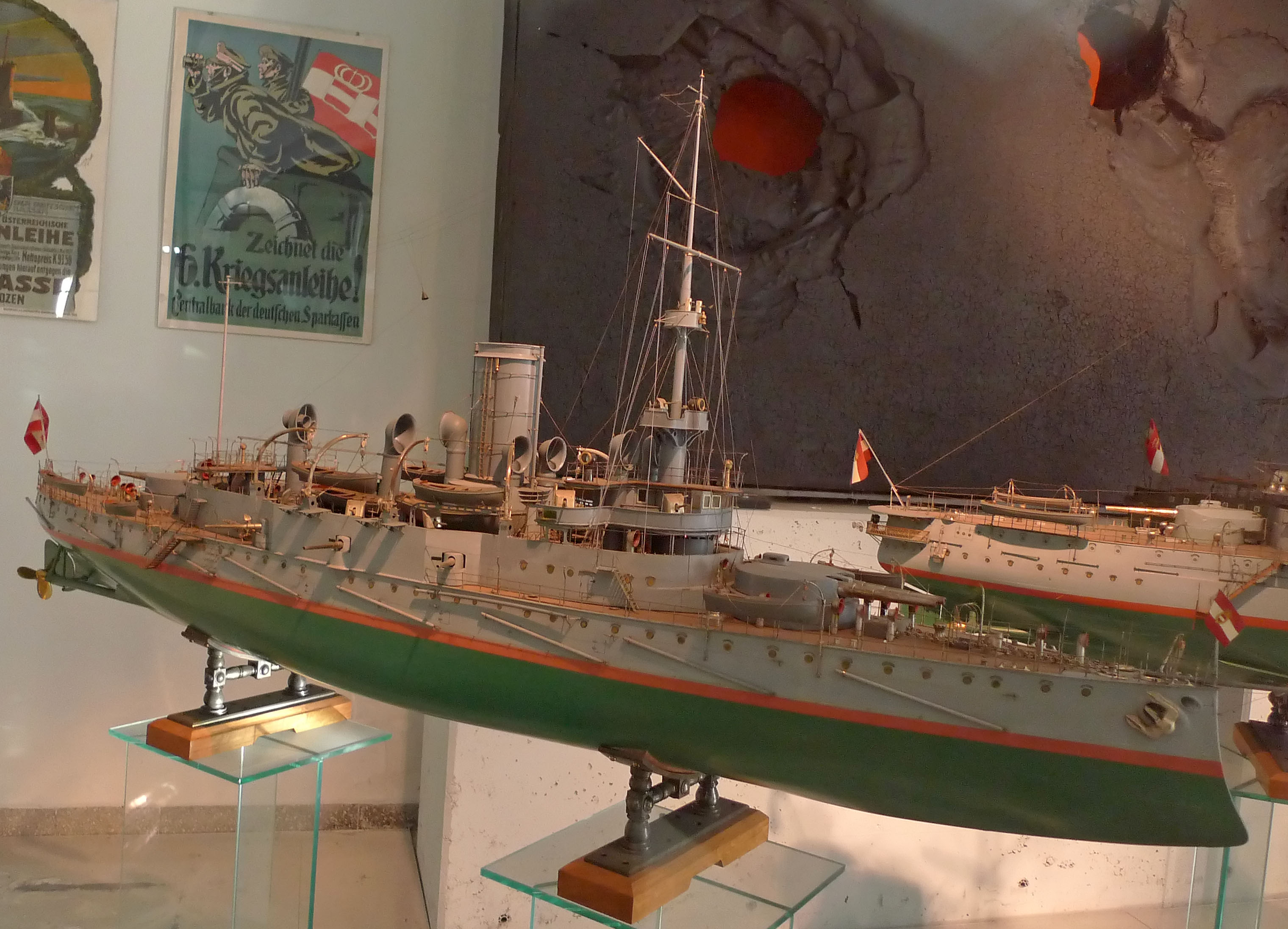
SMS Budapest der Monarch-Klasse

Singule wurde in Pola als Sohn des Brünner Fabrikangestellten Rudolf Singule geboren, der als Marine-Kommissariats-Adjunkt in Pola arbeitete. Er trat am 28. Juni 1901 in die österreichische Marine ein, absolvierte die Marineakademie Fiume im heutigen Rijeka und wurde nach deren erfolgreichem Abschluss zum Seekadetten 2. Klasse befördert. Danach diente er zunächst auf dem Linienschiff Budapest, später auf dem Kleinen Kreuzer Aspern und schließlich dem Linienschiff Wien. 1909 wurde er als Fregattenleutnant an die gerade gegründete U-Boots-Basis in Pola überstellt, wo er am 1. Mai 1911 zum Linienschiffsleutnant befördert wurde. Am 21. September 1912 wurde er Kommandant des für die Österreichische Marine bei der Germaniawerft in Kiel gebauten U-Boots U 4, das er bis zum 7. Juli 1913 befehligte. Danach diente er wieder an der U-Boot-Basis in Pola.
Am 9. April 1915 übernahm er ein zweites Mal das U-Boot U 4, mit dem er zu einem der erfolgreichsten U-Boot-Kommandanten der K.u.k.-Marine wurde. Bekannt wurde er erstmals durch seinen erfolgreichen Angriff am 9. Juni 1915 auf den britischen Kreuzer Dublin vor der albanischen Küste. Singule torpedierte den Kreuzer, der jedoch soweit fahrbereit blieb, dass er nach Brindisi zurück marschieren konnte, dann aber zur Reparatur nach Großbritannien verlegt werden musste. Singules größter Erfolg war die Versenkung des italienischen Panzerkreuzers Giuseppe Garibaldi vor Dubrovnik am Morgen des 18. Juli 1915. Danach verzichtete die italienische Kriegsmarine bis zum November 1918 auf jede größere Aktion gegen die damalige österreichisch-ungarische Küste. Mitte Mai 1917 nahm U 4 am Angriff auf die Otranto-Sperre teil, und im gleichen Monat versenkte das Boot den italienischen Truppentransporter Perseo. Insgesamt verzeichnete Singule mit U 4 folgende Erfolge:
- 15 Handelsschiffe versenkt mit zusammen 15,450 BRT
- 1 Panzerkreuzer versenkt mit 7,234 Tonnen
- 2 Handelsschiffe beschädigt mit zusammen 3,535 BRT
- 1 Leichter Kreuzer beschädigt mit 5,400 Tonnen
- 2 Handelsschiffe als Prisen gekapert

Am 30. November 1917 wurde Singule wieder an die U-Boot-Basis in Pola versetzt, wo er bis Kriegsende auf dem Schulschiff Panther Torpedo-Kurse leitete.

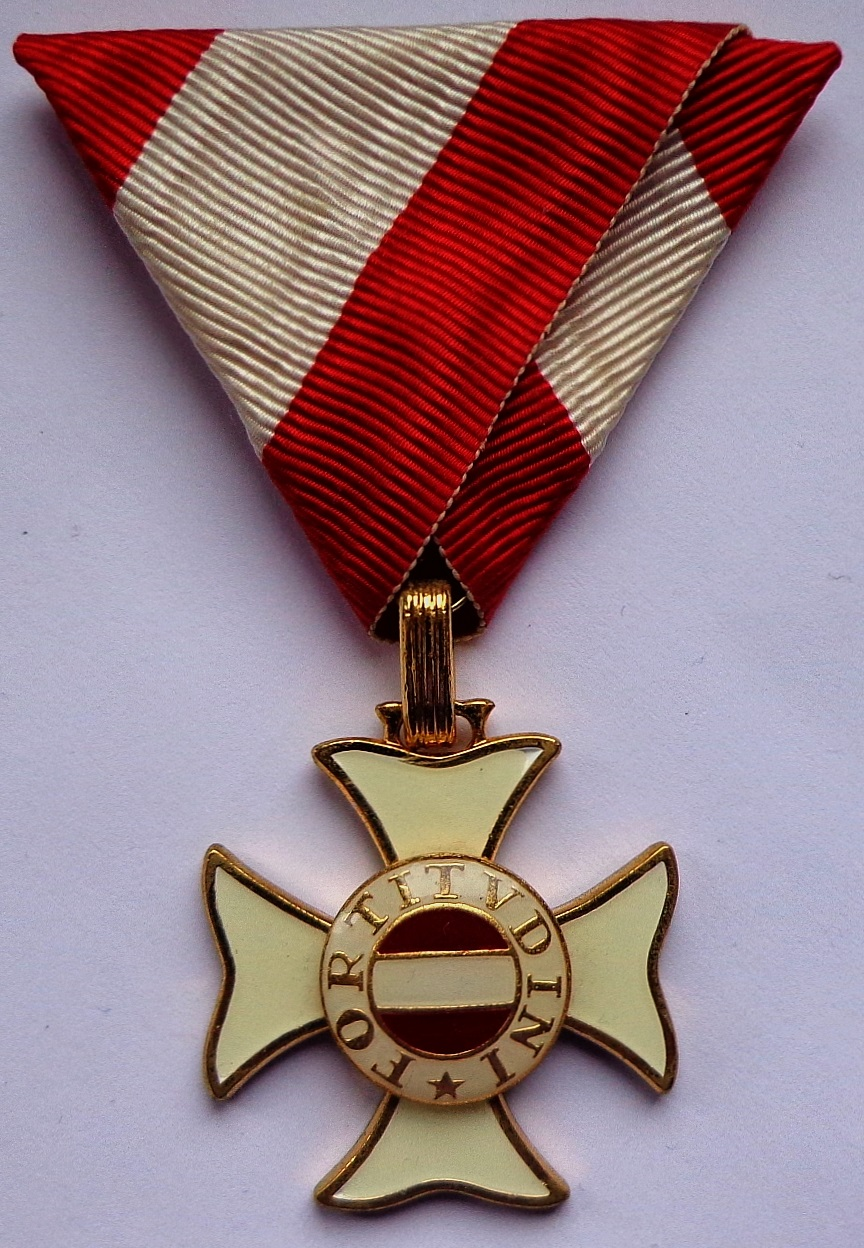
Ritterkreuz des Militär-Maria-Theresien-Ordens

Für seine Erfolge als U-Boot-Kommandant wurde ihm durch das Kapitel des Militär-Maria-Theresien-Ordens zuerst die Goldene Tapferkeitsmedaille für Offiziere verliehen. Nach Vorlage weiterer Unterlagen wurde ihm diese wieder aberkannt und ihm stattdessen am 21. Dezember 1929 als 194. Träger das Ritterkreuz des Militär-Maria-Theresien-Ordens zuerkannt. Dies beinhaltete auch die – allerdings seit dem Ende der K.u.k. Monarchie nicht mehr rechtswirksame – Erhebung in den persönlichen Freiherrenstand durch das im Exil befindliche Erzhaus.
Nach dem Krieg arbeitete Singule bei einer Pensionsversicherung in Brünn.

### Zweiter Weltkrieg
Im Jahre 1939 wurde er nach dem Beginn des Zweiten Weltkriegs von der deutschen Kriegsmarine mit dem Dienstgrad Kapitänleutnant reaktiviert und diente in Italien und in Kiel. Vom 16. Oktober 1941 bis zum 29. April 1942 war er in der 5. U-Flottille Kommandant des ehemals niederländischen U-Boots UD 4, das Schulungsaufgaben in der Ostsee durchführte. Am 1. Februar 1942 wurde er zum Korvettenkapitän befördert. Mit Erreichen seines 60. Geburtstags wurde er aus dem Dienst entlassen.

## Familie
Seine Frau Dora geb. Schneider (* 1887), mit der er ab 1911 verheiratet war, verstarb in Brünn 1940. Der Ehe entstammten drei Töchter, Martha (* Pola 1913), Anna (* Pola 1914) und Elisabeth (* Brünn 1920). 1943 heiratete Singule in zweiter Ehe Margarethe von Brausewetter.

## Tod und posthume Ehrung
Rudolf Singule wurde am 2. Mai 1945 in Brünn von einem vermutlich betrunkenen sowjetischen Soldaten ermordet, als er eine unbekannte Frau auf der Straße vor Übergriffen schützen wollte. Er wurde am 4. Mai in einem unbeschrifteten Grab neben seiner ersten Frau formlos bestattet. Am 30. März 1983 wurden seine sterblichen Überreste anlässlich einer vorgesehenen und dann doch nicht durchgeführten Straßenverbreiterung in das Grab von Verwandten einer seiner Töchter verlegt. Sein Name durfte noch immer nicht auf seinem Grab erscheinen.
Am 11. November 2006 fand auf dem Brünner Zentralfriedhof (Ústřední hřbitov) auf Veranlassung des Brünner Stadtschützencorps (Brnenský mestský strelecký sbor) eine Gedenkfeier für Rudolf Singule statt. Sein Grab liegt nun in der Nähe der restaurierten Militärabteilung auf dem Zentralfriedhof Brünn, Gruppe 58, Eckgrab Nr. 72.

## Auszeichnungen
- Ritterkreuz des Militär-Maria-Theresien-Ordens
- Ritterkreuz des Leopold-Ordens mit Kriegsdekoration und Schwertern
- Orden der Eisernen Krone 3. Klasse mit Kriegsdekoration und Schwertern
- Militärverdienstkreuz 3. Klasse mit Kriegsdekoration und Schwertern
- Militär-Verdienstmedaille in Silber mit Kriegsdekoration und Schwertern
- Militär-Verdienstmedaille in Bronze mit Kriegsdekoration und Schwertern
- Karl-Truppenkreuz
- Militär-Jubiläumskreuz
- Eisernes Kreuz I. und II. Klasse (Deutsches Reich)